# هيو دورهام
هيو دورهام (بالإنجليزية: Hugh Durham)‏ هو مدرب كرة سلة أمريكي، ولد في 26 أكتوبر 1937 في لويفيل في الولايات المتحدة.

## روابط خارجية
- هيو دورهام على موقع كلية كرة السلة في سبورتس رفرنس.كوم (الإنجليزية)
- هيو دورهام على موقع قاعة المشاهير الجامعة الوطنية لكرة السلة (الإنجليزية)
- هيو دورهام على موقع كلية كرة السلة في سبورتس رفرنس.كوم (الإنجليزية)
- هيو دورهام على موقع قاعة فلوريدا للمشاهير الرياضية (الإنجليزية)
- هيو دورهام على موقع قاعة جورجيا للمشاهير الرياضية (مؤرشف) (الإنجليزية)